# Lagoa Grande (kommun i Brasilien, Pernambuco)
Lagoa Grande är en kommun i Brasilien.   Den ligger i delstaten Pernambuco, i den östra delen av landet, 1 100 km nordost om huvudstaden Brasília. Antalet invånare är 22 719.
Omgivningarna runt Lagoa Grande är huvudsakligen savann. Runt Lagoa Grande är det ganska glesbefolkat, med 21 invånare per kvadratkilometer.